# Нежелев, Дмитрий Геннадьевич
Дмитрий Геннадьевич Нежелев (27 февраля 1970, Ашхабад, Туркменская ССР, СССР) — туркменский и российский футболист, полузащитник, тренер.

## Биография
В первенстве СССР выступал за ашхабадский «Копетдаг» во второй лиге.
В 1992—1994 играл в высшей лиге чемпионата России за екатеринбургский «Уралмаш», следующие два года провёл в петербургском «Зените». Впоследствии играл в клубах первого и второго дивизионов «Газовик-Газпром» (Ижевск), «Кристалл» Смоленск и «Днепр» Смоленск.
В 2004 году играл в белорусской «Дариде» Ждановичи. Осенью 2004 переехал в Азербайджан, где играл за «Хазар-Ленкорань». Также играл в чемпионате Норвегии.
Забил один гол в составе сборной Туркменистана, за которую выступал на 13-х Азиатских играх.
После завершения карьеры футболиста стал работать детским тренером в СДЮСШОР № 5 Смоленска.
Младший брат Анатолий и сын Даниил также футболисты.